# 恩孔博岛
恩孔博岛（英語：Nkombo Island）是卢旺达最大的岛屿，位于基伍湖南部，面积约29.7平方公里，隶属卢旺达西部省鲁济济县。
2019年人口约为1.9万人，居民大多为渔民，通用一种流行于基伍湖各岛屿的独有语言Amashi语。
恩孔博岛在卢旺达爱国阵线执政后被纳入为卢旺达领土。岛上设有医疗中心、学校，2010年后加速建设电网、给水处理厂、卫星上网等基础设施。